# 大善寺 (高松市)
大善寺（だいぜんじ）は、香川県高松市にある真宗大谷派の寺院。山号は七寶山。本尊は阿弥陀如来。 

## 歴史
もともと天台宗の寺で、山号は赤谷山と称していた。